# Vestermarie-Nylarsker Pastorat
Vestermarie-Nylarsker Pastorat er et pastorat i Bornholms Provsti (Københavns Stift). Pastoratet ligger i Bornholms Regionskommune (Region Hovedstaden). I Vestermarie-Nylarsker ligger Vestermarie Sogn og Nylarsker Sogn.